# حربائيات
الحربائيات أو الحَرابي أو الحرباوات (باللاتينية: Chamaeleonidae) وتسمى في بعض اللهجات أم البويه حيوان بيوض من الزواحف، تتواجد في كل أنحاء العالم تقريبا، وتعيش في الشقوق.
الحرباء حيوان مفترس يستطيع تقريبا أن يأكل أي شي يمكن أن يدخل في فمه الكثير من الحشرات والزواحف والقوارض الصغيرة. الحرباء يفضل شرب الماء الجاري، ولا يأكل النباتات إلا في حال أن الماء قلّٕ في جسمه ولم يجد مصدرا للماء. تصطاد الحرباء غذائها من الحشرات عن طريق إخراج لسانها بسرعة باتجاه الحشرة التي تريد اصطيادها، ثم تسحب بلسانها الحشرة التي التصقت به وتقرضها ثم تبتلعها. والحرباوات من الفقريات متغيرة الحرارة وأن التغيرات اللونية السريعة تعود إلى الخلايا الحاملة للألوان وهي حاملات الزانثين التي تحتوي على مزيج من ألوان الأصفر والبرتقالي أو الأحمر، وحاملات بلورات البيورين وهي على شكل بلورات البيورين العاكسة وحاملات الميلانين ذات اللون البني.

## تغيير لون الحرباء
تغيّر الحرباء لونها ضمن عوامل عدة منها لون المحيط الخارجي والإضاءة (اتجاه أشعة الشمس). تعيش في الغابات المطيرة عموما، وهو حيوان انطوائي لا يحب العيش مع حربائات أخرى.
تعتبر الحرباء في بعض الأماكن حيوانا أليفا (لكن تصعب العناية به).
باستطاعة بعض أنواع الحرباء أن تغيّر لون جلدها. يتغيّر لون جلد الحرباء بحسب وضعها الفيزيائي والفسيولوجي وليس لملائمة بيئتها كما يسود الاعتقاد للّون دور في التواصل أيضا. تغيّر الحرباء لونها استجابة للتعرّض للضوء ودرجة حرارة المحيط بالإضافة إلى التعبير عن مزاجها إذ باستطاعة المشاعر ومحاولة جذب القرين أن تؤدي إلى تغيير لون جلد الحرباء في بعض الأحيان.

تحصل الحرباء على غذائها عن طريق الصّيد بالمباغتة. فهي لا تتنقّل للحصول على فريستها بل تبقى ثابتةً في مكانها وتساعدها على ذلك قدرتها على التّخفّي والتّنكير للهجوم على فريستها بصورة فُجائيّة.
تسحب الحرباء الحشرة بلسانها الّذي توجد بمقدّمته مادّة لزجة تلتصق بها الفريسة الّتي تقرضها الحرباء مرّتين أو ثلاثًا ثمّ تبتلعها.

## ذكرها عند المؤرخين
وقد قال القزويني عن الحرباء :
| حربائيات | حيوان أعظم من العظاية.. يدور مع الشمس ووجهه لها كيفما دارت حتى تغرب ويكون رمادي اللون ثم يصفر، وإذا أثرت فيه شمس أحمر، وقيل يختلف لونه باختلاف ساعات النهار كل ساعة | حربائيات |

.
أما الدميري فقد قال عن الحرباء :
| حربائيات | له أربعة أرجل.. وإنه يكون ألواناً وهي تتلون بلون الشجرة التي تكون عليها حتى تكاد تختلط بلونها، فإذا قرب منها الذباب ونحوه اختطفته بلسانها | حربائيات |

.

## الأنواع
عائلة الحرابي تضم حوالي 83 نوعًا، وتنتشر في قارات العالم القديم فقط، في أفريقيا وجنوب أوروبا وجنوب غرب آسيا.
و تتوزع هذه الأنواع على تسعة أجناس، ستة منها تنتمي لتحت العائلة Chamaeleoninae، وثلاثة منها تنتمي لتحت العائلة Brookesiinae، وهذه الأجناس هي :
و أجناس تحت العائلة Chamaeleoninae هي :
1- جنس حرباء (جنس) Chamaeleo، وأشهر الأنواع التي تنتمي إليه :
- الحرباء المحجبة Chamaeleo calyptratus
- الحرباء الشائعة Chamaeleo chamaeleon
- حرباء افريقية Chamaeleo africanus
- الحرباء ذات الجيب العنقي Chamaeleo dilepis
- حرباء جاكسون Chamaeleo (Trioceros) jacksonii
- حرباء ناميبيا Chamaeleo namaquensis

2- جنس متشعب القدم وأشهر الأنواع التي تنتمي إليه :
- حرباء الفهد Furcifer pardalis
- حرباء مدغشقر العملاقة Furcifer oustale
- حرباء لابورد Furcifer labordi

3- جنس قلنسوي وأشهر الأنواع التي تنتمي إليه :
- حرباء بارسون Calumma parsonii
- حرباء النمر Calumma tigris

4- جنس بطيء القدم وأشهر الأنواع التي تنتمي إليه :
- الحرباء الغربية القزمة Bradypodion occidentale
- الحرباء الجنوبية القزمة Bradypodion kentanicum

5- جنس كنيونغية وأشهر الأنواع التي تنتمي إليه :
- حرباء أوسامبارا ذات القرنين Kinyongia multituberculata
- حرباء ماغومبيرا Kinyongia magomberae
- الحرباء حادة الأنف Kinyongia oxyrhina
- الحرباء غريبة الأنف Kinyongia xenorhina

6- جنس ندزكمبية وينتمي إليه نوع واحد فقط هو حرباء جبل مولانجي Nadzikambia mlanjensis.
--
و أجناس Brookesiinae هي :
1- جنس حرباء مقرنة ومن الأنواع التي تنتمي إليه :
- حرباء مارشال القزمة Rhampholeon marshalli

2- جنس حرباء ورقية ومن الأنواع التي تنتمي إليه :
- حرباء الورقة الشمالية Brookesia ebenaui
- حرباء الورقة البنية Brookesia superciliaris

3- جنس حرباء ريبيل ومن الأنواع التي تنتمي إليه :
- الحرباء الملتحية القزمة Rieppeleon brevicaudatus .

## موقع خارجي
- مزيد من التفاصيل المعززة بالصور عن الحرباء .

## اقرأ أيضا
- باسيليسق (جنس)